# Mariano Roque Alonso (Paraguay)
Mariano Roque Alonso es una ciudad paraguaya ubicada en el Departamento Central. Se originó a finales de la Guerra de la Triple Alianza y fue fundada en 1945. Es sede de la Expo Mariano R. Alonso, realizada de forma anual y es una de las ciudades con más crecimiento económico en los últimos años. El puente Remanso le conecta con la Región Occidental. Además tiene el puerto privado más grande del país que se denomina «Puerto Fenix».

## Historia
En un comienzo la ciudad se denominaba «Corumba cué» y formaba parte del distrito de la ciudad de San José de los Campos Limpios de Tapuá, más conocido como Limpio. Por Ley N.º 943/27 del 27 de octubre de 1927, se expropiaron 700 ha de tierra de la compañía Lievig's a favor de la Colonia, siendo el presidente de la República del Paraguay en aquel entonces el Dr. Eligio Ayala.
El 30 de agosto de 1945 la colonia es elevada a la categoría de distrito mediante el decreto N.º 10.154 firmado por el entonces presidente de la República, Higinio Morínigo, creándose la Municipalidad de Tercera Categoría de Mariano Roque Alonso. El 12 de mayo de 1977 a través del decreto N.º 30.982 es elevado a Municipio de Primera Categoría, siendo nombrado como primer intendente Vicente Maldonado Sanabria, a quien le siguieron luego en el cargo: Luis Valdez Gamarra, José Óscar Peña, Eduardo Cano Gutiérrez, Roberto Medina Ayala, Arq Francisco Rodríguez, Eduardo Cano Gutiérrez, Juan Walberto Zarate, Heriberto Mármol y actualmente Carolina Aranda.
En 1996 se produjo el Accidente aéreo de LAC en Paraguay.

## Geografía
Limita al norte con Limpio en los lugares conocidos como Paso Ñandejára y estancia Surubi’y sobre el arroyo Itay, al sur con Asunción, al este con Luque y Limpio, sirviendo como divisoria con estas ciudades el arroyo Itay y al oeste con el río Paraguay.
| Noroeste: Río Paraguay y Villa Hayes             | Norte: Limpio y Arroyo Itay | Nordeste: Limpio y Luque                      |
| Oeste: Río Paraguay y Remansito                  |                             | Este: Luque y Arroyo Itay                     |
| Suroeste: Río Paraguay y Nueva Asunción(Chaco'i) | Sur: Asunción               | Sureste: Aeropuerto Silvio Pettirossi y Luque |

### Clima
La zona en la cual el clima puede clasificarse como subtropical. Tanto el verano como el invierno son mucho más acentuados en el Chaco Paraguayo.
El clima predominante en la ciudad corresponde al tipo Clima tropical monzónico, con una transición hacia un clima tropical con estación invernal seca debido a la proximidad geográfica al bajo Chaco. Durante los meses de verano, se experimentan condiciones ambientales marcadas por altas temperaturas y una notable humedad atmosférica, mientras que en invierno, las temperaturas son templadas y la humedad relativa del aire es baja. Suele ser común las heladas durante los meses más fríos del año.
Las mínimas pueden llegar a 0 °C en las zonas descampadas así como en las ribereñas al Río Paraguay. En la temporada veraniega las máximas pueden superar los 40 °C.
En la temporada de calor suelen darse en forma de tormentas las precipitaciones, en el que cae una gran cantidad de agua en poco tiempo. Mientras que, en el invierno, suelen darse lluvias débiles o lloviznas, pero continuas
Las áreas inundables generalmente están por debajo de la cota +62, es inundable periódicamente la cota máxima de crecida histórica registrada es de +63,05 y la cota de seguridad adoptada es de +{\displaystyle 64^{6}} .
| Parámetros climáticos promedio de Mariano Roque Alonso | Parámetros climáticos promedio de Mariano Roque Alonso | Parámetros climáticos promedio de Mariano Roque Alonso | Parámetros climáticos promedio de Mariano Roque Alonso | Parámetros climáticos promedio de Mariano Roque Alonso | Parámetros climáticos promedio de Mariano Roque Alonso | Parámetros climáticos promedio de Mariano Roque Alonso | Parámetros climáticos promedio de Mariano Roque Alonso | Parámetros climáticos promedio de Mariano Roque Alonso | Parámetros climáticos promedio de Mariano Roque Alonso | Parámetros climáticos promedio de Mariano Roque Alonso | Parámetros climáticos promedio de Mariano Roque Alonso | Parámetros climáticos promedio de Mariano Roque Alonso | Parámetros climáticos promedio de Mariano Roque Alonso |
| Mes                                                    | Ene.                                                   | Feb.                                                   | Mar.                                                   | Abr.                                                   | May.                                                   | Jun.                                                   | Jul.                                                   | Ago.                                                   | Sep.                                                   | Oct.                                                   | Nov.                                                   | Dic.                                                   | Anual                                                  |
| ------------------------------------------------------ | ------------------------------------------------------ | ------------------------------------------------------ | ------------------------------------------------------ | ------------------------------------------------------ | ------------------------------------------------------ | ------------------------------------------------------ | ------------------------------------------------------ | ------------------------------------------------------ | ------------------------------------------------------ | ------------------------------------------------------ | ------------------------------------------------------ | ------------------------------------------------------ | ------------------------------------------------------ |
| Temp. máx. media (°C)                                  | 33                                                     | 32                                                     | 31                                                     | 28                                                     | 24                                                     | 22                                                     | 22                                                     | 25                                                     | 27                                                     | 29                                                     | 30                                                     | 32                                                     | 28                                                     |
| Temp. media (°C)                                       | 28                                                     | 28                                                     | 26                                                     | 23                                                     | 19                                                     | 18                                                     | 17                                                     | 20                                                     | 22                                                     | 24                                                     | 25                                                     | 27                                                     | 23                                                     |
| Temp. mín. media (°C)                                  | 24                                                     | 24                                                     | 23                                                     | 20                                                     | 16                                                     | 15                                                     | 14                                                     | 15                                                     | 17                                                     | 20                                                     | 21                                                     | 23                                                     | 19                                                     |
| Precipitación total (mm)                               | 128                                                    | 146                                                    | 124                                                    | 161                                                    | 146                                                    | 113                                                    | 81                                                     | 72                                                     | 124                                                    | 197                                                    | 194                                                    | 163                                                    | 1649                                                   |
| Fuente: NOAA                                           |                                                        |                                                        |                                                        |                                                        |                                                        |                                                        |                                                        |                                                        |                                                        |                                                        |                                                        |                                                        |                                                        |

## Economía
Existe gran cantidad de industrias y comercios que operan, entre las que podemos mencionar las 2 principales fábricas productoras de envases PVC del país que no sólo se dedican a abastecer el mercado interno paraguayo sino también a la exportación de sus productos. También las 5 procesadoras de alimentos son industrias de gran aporte que requieren de buena cantidad de mano de obra y 3 mataderias importantes que junto con las 3 ferias de ganado dan una imagen de una ciudad de tropero, hombres que han contribuido al desarrollo e identificado a la ciudad. En 2013 se inauguró una planta de 15 000 m² la cual corresponde a la empresa Yazaki de origen japonés, que se encuentra entre las 5 mayores fabricantes de auto-partes del mundo.

## Infraestructura
La ciudad cuenta con 34 locales escolares y 13 colegios de los cuales uno se dedica a la enseñanza media diversificada. Cabe destacar entre los varios servicios al Hospital Materno Infantil, la Sexta Compañía de Bomberos Voluntarios, además del abastecimiento en un 90 % de agua potable de ESSAP, el tendido eléctrico de la ANDE en el mismo porcentaje, la Comisaría 10.ª Central y 26.ª Central. Entre las instituciones castrenses asentadas en este distrito se destacan el Comando del Ejército, el Comando Logístico y un Destacamento de la Armada Nacional. 
Entre los lugares que sirven de recreación se encuentran el club Hípico Paraguayo, 7 clubes que integran la Federación Deportiva de Mariano Roque Alonso y 2 clubes afiliados a la Asociación Paraguaya de Fútbol, Humaita FBC y Pilcomayo. Además posee un moderno Estadio Polideportivo Municipal techado con capacidad para 5000 personas proyectado por el Intendente Arq Francisco Rodríguez Primerano y construido en su administración. También destaca el predio de la Asociación Rural del Paraguay, donde se desarrolla la Expoferia más grande que se realiza en el país.
La Ruta PY03 (Ex Ruta 9 transchaco en la ciudad de Mariano) es una amplia vía para los grandes comercios que dan un gran movimiento económico a la zona.

## Demografía

Barrios de Mariano Roque Alonso

Mariano Roque Alonso cuenta con 85.133 habitantes, según el censo paraguayo de 2022.

### Barrios
Mariano Roque Alonso se divide en 19 barrios urbanos y suburbanos.
| 1 | Surubi'i         | 10 | María Auxiliadora    |
| 2 | Universo         | 11 | Central              |
| 3 | Arecayá          | 12 | Villa Margarita      |
| 4 | Ka'aguy Kupe     | 13 | Bañado               |
| 5 | Monseñor Bogarín | 14 | Rosa Mística         |
| 6 | San Luis         | 15 | Defensores del Chaco |
| 7 | La Asunción      | 16 | San Jorge            |
| 8 | San Blas         | 17 | San Ramón            |
| 9 | Remanso          | 18 | Caacupemí            |

### Denominaciones barriales

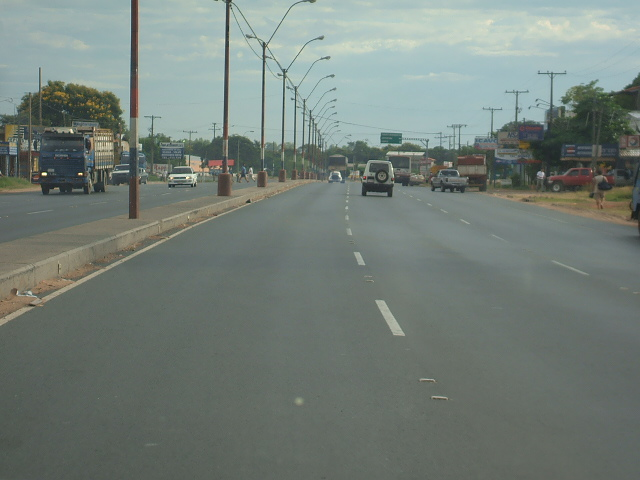
Ruta Transchaco.

Cada uno de los barrios citados están fundados sus nominaciones a criterios nacidos ya sea de historia, de hechos cívicos importantes, de veneración a Santos, de hechos de armas o de historia nacional de Paraguay.
- Corumba Cué: conocido también como barrio Universo, su denominación se debe al hecho de haberse establecido en la época del Gobierno de Don Carlos Antonio López, el cuartel que sirviera de alojamiento de prisioneros traídos por barco de Corumbá (Brasil).

- Arecaya: es el homenaje que se rinde al Cacique Guaraní, cuyo nombre inmortaliza, por haber demostrado con indomable coraje y valentía singular a los suyos y a los propios españoles conquistadores cómo se defiende la posesión de las tierras que pretendían usurparlo y que sólo lograron después de ser víctima de una conjura para la cual ha sido utilizada sus congéneres, mujeres, quienes en connivencia con aquellos, planearon y ejecutaron su muerte.

- Caaguy Cupe: su denominación denuncia la situación del barrio que se hallaba ubicado detrás del inmenso bosque que daba a la ubicación del Centro de actividades de la población en los primeros tiempos, coincidiendo así con la definición que los propios guaraníes establecieron sobre el barrio, es decir, detrás del monte.

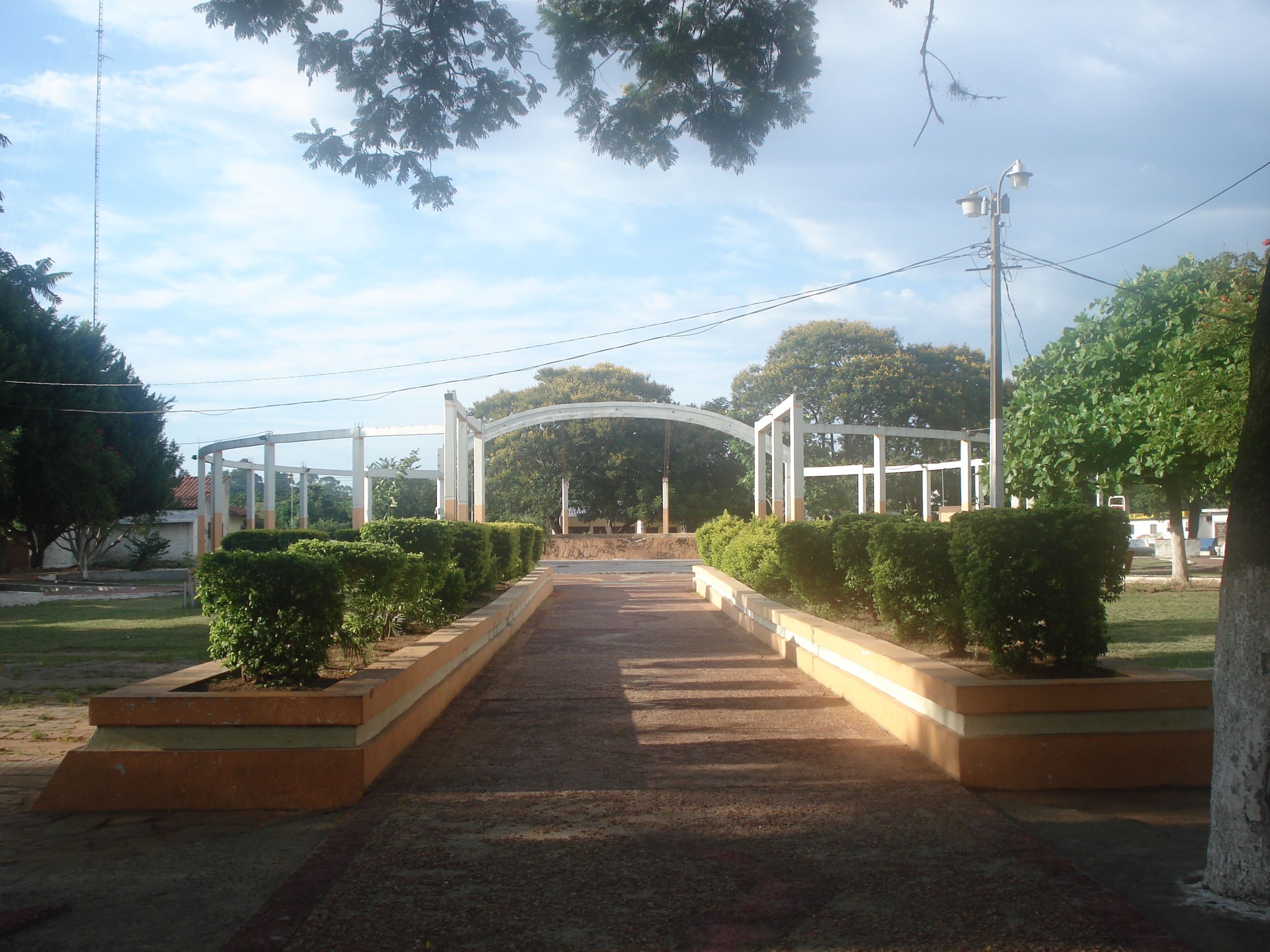
Plaza de la Libertad.

- María Auxiliadora: con esta denominación los pobladores del barrio rinden su veneración a la Santa Madre de Dios para seguir protegiendo y guiando los pasos y los quehaceres diarios de todos ellos.

- Monseñor Juan Sinforiano Bogarín: perpetúa la memoria del Jefe de la Iglesia Católica paraguaya, de mayor trascendencia en la historia del país, y quien residía en la casa de su hermano, que actualmente abarca la «Urbanización la Concordia».

- San Luis: recuerda al Santo Luis IX, de Francia, en cuya labor no tenía lugar alguno la ambición, pues lo único que buscaba el Santo Rey era la gloria de Dios y el bien de los súbditos, es acaso una forma de que pueden valerse los componentes del barrio para lograr su bienestar. Es el lugar donde está la urbanización «La Querencia».

- Virgen de la Rosa Mística: es el barrio que exalta reverenciado la virtud sobrenatural de la madre de Dios, cuya espiritualidad transcendental sirve a los vecinos de guía y de esperanza, más aún teniendo en cuenta que muchos de ellos han sido instalados en el lugar tras el desborde del Río Paraguay, en el año 1993, año en que nació el nombre del barrio.

- Defensores del Chaco: es el homenaje sincero y de recordación profunda hacia los héroes de la Guerra del Chaco, de 1932 a 1935, quienes contra Bolivia defendieron con admirable estoicismo los legítimos e históricos derechos del Paraguay sobre el Chaco Boreal. Parte de este barrio se llamaba antes Jhuguá y Rojas Cué.

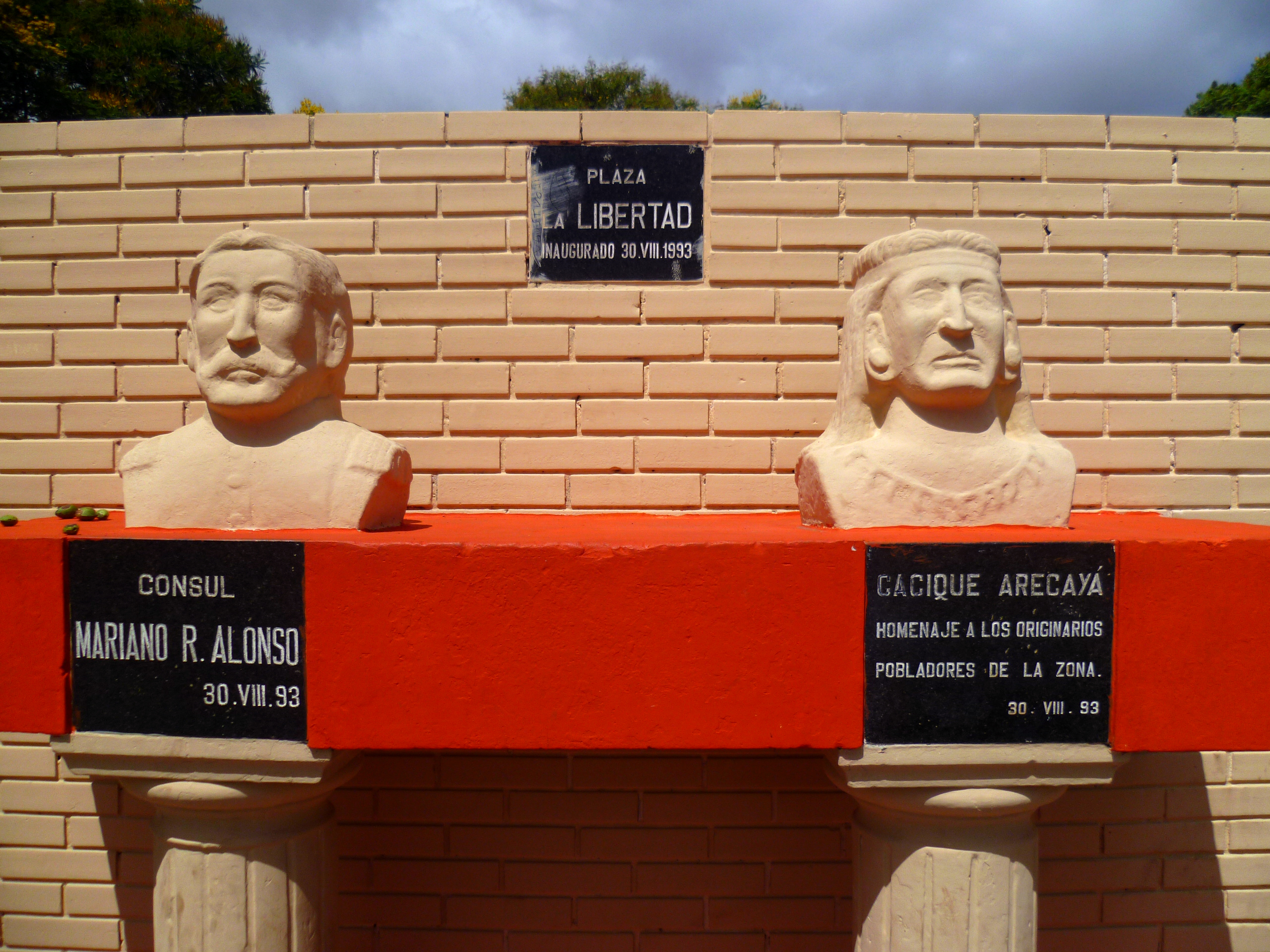
Placa conmemorativa de personajes históricos de la ciudad.

- San Jorge: recuerda y homenajea al caballero cristiano, originario de Capadocia, San Jorge Mártir, Patrono de Inglaterra y en nuestro país de las Unidades castrenses del arma de caballería. El santo, un día que cabalgaba por la provincia de Lidia, llegó a la Ciudad de Silene, donde había una monstruosa fiera (dragón) que asolaba a la región, a la que atravesó con su lanza liberando así a la población. A pesar de haber realizado innumerables milagros por medio de la fe cristiana y por mantenerse en ella fue decapitado por orden del Gobernante Daciano, quien cuando volvía del sitio de ejecución fue consumido por el fuego que bajó del cielo. Es el barrio en el cual reside el diputado nacional Marcelo Rafael Salinas González con su Esposa la actual Intendente Doña Carolina Aranda Fernández y Familia.

- San Blas: recuerda y venera la imagen del Obispo de Sebaste y mártir decapitado por no renunciar a su fe cristiana, cuyo culto se extendió por Occidente en razón de las curaciones milagrosas que se realizaban por su intercesión y las varias célebres curas que hizo en vida a enfermos de la garganta. Es el abogado para estas enfermedades. Este barrio tiene la particularidad de contar con el San Blás Colorado, que está en el Templo y el Liberal que se halla en la casa del Señor Anselmo Torres.

- San Ramón Lombardo: es asignado este nombre al barrio que venera el Santo nacido en Portelo  , Ciudad de Cataluña, que recibió el sobrenombre de non natus (no nacido), porque su madre murió en el parto antes de que el niño viera luz. Es el patrono de las parturientas, debido a las circunstancias de su nacimiento.

- Caacupe Mi:  identifica al barrio, el hecho de venerar a la madre de Dios, la purísima Concepción de María, en torno a la cual convergen todos los vecinos del lugar de otras poblaciones cercanas, para decir sus oraciones y plegarias, en el día de la Santa, con sumisa devoción cristiana.

- Remanso Castillo: recibe este nombre por encontrarse en la margen del puente Remanso y por albergar viejas edificaciones hechas en piedra. Se caracteriza por conservar edificaciones de estilo colonial, mezclado con estilos modernos.

## Medios de comunicación
- Radio Ilusión 87.7 FM
- Radio Mariano 87.9 FM
- Canal 33
- Canal 34
- Canal 3455